# Het goudvischje
Het goudvischje is een Nederlandse stomme film uit 1919 onder regie van Maurits Binger. De film is gebaseerd op het gelijknamige toneelstuk van Willem Gerard van Nouhuys. Er zijn tot op het heden geen kopieën gevonden, er wordt dus vermoed dat de film verloren is gegaan.

## Verhaal
Herman Koorders is door de vroege dood van zijn vader al van kinds af aan de eigenaar van een bloeiende bankierszaak. Op een dag ontmoet hij Greta Rikkers, een eenvoudig modistetje. Hoewel hij zeer welvarend is en zij geen cent op zak heeft, voelt hij zich onmiddellijk tot haar aangetrokken. Hij maakt haar het hof en overtuigt de jongedame haar ouderlijk huis te verlaten om bij hem in te trekken. Haar vertrek veroorzaakt veel ophef. Haar jongere zus Jeanne smeekt haar om niet weg te gaan en haar vader wil haar niet langer erkennen als zijn dochter.
Ondanks een akelig afscheid, leidt Greta een gelukkig leventje met Herman. Ze is dan ook in de wolken als ze bevalt van een zoontje. Hun geluk wordt verstoord door de bank, die gewaagde speculaties doet. Herman wordt door zijn boekhouder aangeraden met een rijke vrouw te trouwen om de krediet van zijn bank te herstellen. Hij trouwt met de schatrijke Marie van Borselen, een wees die smoorverliefd is op hem. Greta verhuist naar een klein appartement en gaat de mode-industrie weer in om de kost te verdienen.
Omdat hij zich schuldig voelt, stuurt hij zijn in de steek gelaten ex-vriendin nog regelmatig geldbedragen. Greta gebruikt dit geld echter niet en spaart het, zodat haar zoon een kleurrijke toekomst tegemoet gaat. Herman raakt er door misomstandigheden van overtuigd dat zijn zoon ernstig ziek is en zoekt Greta op. Marie volgt haar man en is getuige van zijn schandelijke bedrog. Ondertussen is de bank van hem reddeloos verloren gegaan. Greta biedt hem aan financieel te steunen met het geld dat hij haar ooit stuurde, op voorwaarde dat hij haar terugneemt. Herman accepteert haar aanbod en vertrekt met Greta om samen een nieuw leven te beginnen.

## Rolverdeling
| Acteur              | Personage                             |
| ------------------- | ------------------------------------- |
| Annie Bos           | Greta Rikkers                         |
| Adelqui Migliar     | Herman Koorders                       |
| Jeanne van der Pers | Marie van Borselen, "het Goudvischje" |
| Lily Bouwmeester    | Jeanne, Greta's zuster                |
| Paula de Waart      | Mevrouw Koorders                      |
| Jan van Dommelen    | Oude heer Rikkers                     |
| Fred Penley         | Oude procuratiehouder                 |